# Rudolf Sternkopf
Rudolf Sternkopf (* 4. November 1966 in Wolfratshausen) ist ein ehemaliger deutscher Eishockeyspieler, der unter anderem für den Schwenninger ERC, EHC Freiburg und ESV Kaufbeuren in der Bundesliga aktiv war. Nach seiner Spielerkarriere war er als Trainer hauptsächlich in der Bayernliga aktiv.

## Karriere
Als Nachwuchsspieler beim TuS Geretsried wurde Rudolf Sternkopf regelmäßig in Auswahlmannschaften des Bayerischen Eissport-Verbandes und in die Jugendnationalmannschaft des Deutschen Eishockey-Bundes berufen. Mit 16 Jahren wurde er in der Saison 1983/84 erstmals in der 2. Bundesliga eingesetzt. Nach dem Abstieg des TuS in die Oberliga im Jahr 1985 wechselte er zum Zweitligisten EHC Freiburg, bei dem er in der Saison 1985/86 mit 45 Punkten zum Topscorer wurde. Mit der U20-Nationalmannschaft nahm er an der Junioren-Weltmeisterschaft 1986 teil. In der folgenden Spielzeit 1986/87 war er abermals der erfolgreichste Scorer seiner Mannschaft, die zwar den Meistertitel gewann, den Aufstieg in die Bundesliga aber verpasste.
Für den Schwenninger ERC gab Sternkopf in der Saison 1987/88 sein Debüt in der Bundesliga. Nach einem Jahr kehrte er zum inzwischen aufgestiegenen EHC Freiburg zurück. Ab 1989 spielte er für den ESV Kaufbeuren, mit dem er in der Spielzeit 1991/92 in die Bundesliga aufstieg. Nachdem er dort in 19 Spielen ohne Punkt geblieben war, verbrachte er den Rest der Saison beim Zweitligisten EV Landsberg und beim Heilbronner EC in der Oberliga. Weitere Stationen waren der ECD Sauerland, SC Riessersee und abermals der EHC Freiburg. Nach einem Jahr ohne Verein ließ er seine Karriere ab 1995 beim TuS Geretsried und dem TEV Miesbach ausklingen.

### Trainerlaufbahn
Ab 2001 war Sternkopf als Trainer, hauptsächlich in der Bayernliga, tätig. Seine ersten Stationen waren der ERSC Ottobrunn, die EA Schongau, der TuS Geretsried und der EV Fürstenfeldbruck. In die Saison 2006/07 startete er als Trainer des TEV Miesbach in der Oberliga, wurde aber im November 2006 wieder entlassen. Nach einer weiteren Saison beim EV Fürstenfeldbruck kam er 2008 zum TSV Erding, den er zwei Jahre lang trainierte. Beim TSV Peißenberg, abermals dem TEV Miesbach, dem Deggendorfer SC und einem zweiten Mal in Peißenberg konnte er sich jeweils nicht lange auf dem Trainerposten halten.
Nach einigen Jahren Pause gab er zur Saison 2020/21 sein Comeback bei seinem Heimatverein in Geretsried. Im Sommer 2021 wurde sein Vertrag verlängert, ehe die Zusammenarbeit im Dezember 2021 beendet wurde.

## Erfolge und Auszeichnungen
- 1987 Meister der 2. Bundesliga mit dem EHC Freiburg
- 1991 Meister der 2. Bundesliga und Aufstieg in die Bundesliga mit dem ESV Kaufbeuren
- 1994 Aufstieg in die 1. Liga mit dem EHC Freiburg

## Karrierestatistik

### International
Vertrat Deutschland bei:
- U20-Junioren-Weltmeisterschaft 1986

(Legende zur Spielerstatistik: Sp oder GP = absolvierte Spiele; T oder G = erzielte Tore; V oder A = erzielte Assists; Pkt oder Pts = erzielte Scorerpunkte; SM oder PIM = erhaltene Strafminuten; +/− = Plus/Minus-Bilanz; PP = erzielte Überzahltore; SH = erzielte Unterzahltore; GW = erzielte Siegtore; 1 Play-downs/Relegation; Kursiv: Statistik nicht vollständig)